# Ján Solár
Ján Solár (* 7. července 1964) je bývalý slovenský fotbalista, záložník. Po ukončení aktivní kariéry začal působit jako trenér mládeže.

## Fotbalová kariéra
Hrál za Spartak Trnava (1983–1992), s výjimkou dvouleté vojny, kdy hrál za Duklu Banská Bystrica, a za Inter Bratislava. Za reprezentaci Slovenska nastoupil ve třech utkáních.

## Ligová bilance
| Ročník                                   | Zápasy | Góly | Klub                  |
| ---------------------------------------- | ------ | ---- | --------------------- |
| 1. československá fotbalová liga 1983/84 | 6      | 0    | Spartak Trnava        |
| 1. československá fotbalová liga 1984/85 | 4      | 0    | Dukla Banská Bystrica |
| 1. československá fotbalová liga 1985/86 | 17     | 0    | Dukla Banská Bystrica |
| 1. československá fotbalová liga 1986/87 | 1      | 0    | Dukla Banská Bystrica |
| 1. československá fotbalová liga 1986/87 | 19     | 0    | Spartak Trnava        |
| 1. československá fotbalová liga 1987/88 | 16     | 0    | Spartak Trnava        |
| 1. československá fotbalová liga 1988/89 | 16     | 2    | Spartak Trnava        |
| 1. československá fotbalová liga 1989/90 | 27     | 2    | Spartak Trnava        |
| 1. československá fotbalová liga 1991/92 | 24     | 4    | Spartak Trnava        |
| 1. československá fotbalová liga 1992/93 | 27     | 2    | Inter Bratislava      |
| Corgoň liga 1993/94                      | 30     | 7    | Inter Bratislava      |
| Corgoň liga 1994/95                      | 25     | 4    | Inter Bratislava      |
| Corgoň liga 1995/96                      | 11     | 2    | Inter Bratislava      |
| Corgoň liga 1996/97                      | 18     | 0    | Inter Bratislava      |
| CELKEM                                   | 241    | 23   |                       |